# 869 (číslo)
Osm set šedesát devět je přirozené číslo. Římskými číslicemi se zapisuje DCCCLXIX a řeckými číslicemi ωξθʹ. Následuje po čísle osm set šedesát osm a předchází číslu osm set sedmdesát.

## Matematika
869 je:
- Deficientní číslo
- Složené číslo
- Poloprvočíslo
- Nešťastné číslo

## Astronomie
- (869) Mellena je planetka hlavního pásu, kterou objevil v roce 1917 Richard Schorr

## Roky
- 869
- 869 př. n. l.